# Ismail Akhnikh
Ismail Akhnikh, né le 22 octobre 1982 à Amsterdam, est un terroriste djihadiste néerlandais d'origine marocaine. 
Le 10 novembre 2004, il est arrêté lors d'une opération policière menée à La Haye après avoir préparé des attentats, prenant part à l'organisation terroriste néerlando-marocaine réseau Hofstad. Akhnikh est condamné à treize ans d'emprisonnement et incarcéré dans la prison la plus haute sécurisée des Pays-Bas.

## Biographie
Ismail Akhnikh naît à Amsterdam de parents marocains. Il grandit à Amsterdam-West et visite la mosquée Tawheed d'Amsterdam dès son plus jeune âge. Lors de son adolescence, il rejoint le Pakistan avec des amis à lui.
Le 10 mars 2006, Ismail Akhnikh est condamné à treize ans de prison pour participation à une organisation terroriste, pour tentative de meurtre et possession d'armes et de munitions. Lors d'une opération policière menée à son domicile à La Haye, la police retrouve des dizaines de grenades explosifs et des munitions. Ismail Akhnikh préparait à commettre un attentat contre les Pays-Bas. Lors de l'arrestation, un Américain de 21 ans au nom de Jason Walters est également arrêté. Il est jugé en même temps que quatorze autres membres du réseau.
En 2008, Akhnikh voit sa peine se réduire de treize ans à 22 mois.

### Ouvrages
Cette bibliographie est indicative.
 : document utilisé comme source pour la rédaction de cet article.
- (en) Arjan Erkel, The Evolution of the Global Terrorist Threat, Bruce Hoffman et Fernando Reinares, 2007, 318 p. (ISBN 978-90-5018-870-8)

- Farhad Khosrokhavar, Le Nouveau Jihad en Occident, Paris, Robert Laffont, 2018, 589 p. (ISBN 978-2-221-21489-3)